# محاصره قلعه نانائو
محاصره قلعه نانائو (انگلیسی: Siege of Nanao) یکی از نبردهای اوئه‌سوگی کنشین در دوره سنگوکو بود.

## نخستین محاصره
اوئه‌سوگی کنشین در سال ۱۵۷۶ درست بعد از فتح ولایت همسایه، ولایت اتچو به ولایت نوتو حمله کرد. کنشین ابتدا قلعه‌های فرعی اطراف قلعه نانائو را به منظور منزوی کردن قلعه اصلی و محافظت از خطوط ارتباطی کاهش داد. با این وجود تصرف قلعه نانائو را بسیار دشوار یافت و کنشین مجبور به عقب‌نشینی شد. 

## محاصره دوم
سال بعد کنشین بازگشت و قلعه را محاصره کرد. هاتاکه‌یاما یوشیتاکا از اودا نوبوناگا درخواست کمک کرد، اما قبل از آنکه نوبوناگا بتواند پاسخ دهد، یوشیتاکا در شرایط مرموز، احتمالاً به علت یک بیماری همه‌گیر یا ترور توسط زهر درگذشت. چو تسوناتسورا یکی از ملازم اصلی خاندان هاتاکه‌یاما به شدت در برابر حمله کنشین مقاومت می‌کرد. برای مقابله با چنین مقاومتی، کنشین موفق شد ملازم مهم دیگری، به نام یوسا تسوگومیتسو را به همکاری با خود وادارد. یوسا تسوگومیتسو به خاندان هاتاکه‌یاما خیانت کرده و دروازه قلعه را برای نیروهای کنشین باز کرد. پس از پذیرفتن تسلیم، کنشین کنترل قلعه را به یوسا واگذاشت. در سال ۱۵۷۷ کنشین توانست در نبرد تدوریگاوا نیروهای اودا به رهبری شیباتا کاتسوایه را شکست دهد. 

بعدها نیروهای نوبوناگا هنگامی که ولایت نوتو را در سال ۱۵۸۱ فتح کردند. نوبوناگا به جرم خیانت، یوسا را به قتل رساند و مائدا توشی‌ایه به جای او به عنوان ارباب قلعه منصوب شد. توشی‌ایه قلعه جدیدی را در کومارویاما (小 丸山) بنا کرد و قلعه نانائو در سال ۱۵۸۹ رها شد.